# 다중언어

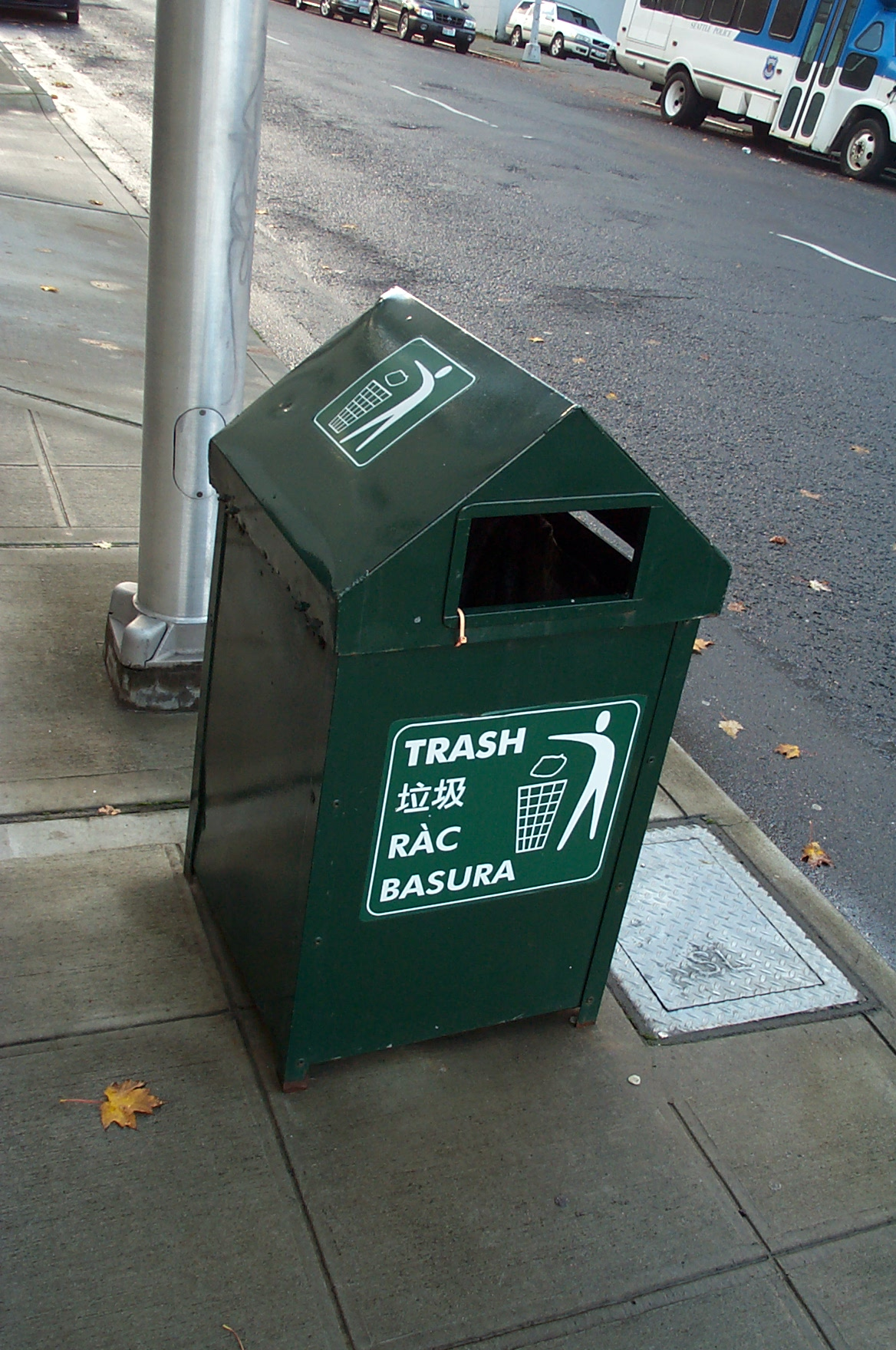
시애틀의 쓰레기통에 적혀져 있는 네 언어. 영어, 중국어 (垃圾), 베트남어 (rác), 스페인어로 적혀져 있다. 타갈로그어도 같은 스페인어 단어를 사용한다.

다중언어(多重言語)는 여러 개의 언어가 공존하는 것을 말한다. 한 사람, 사회, 웹사이트 등에서 여러 개의 언어가 동시에 사용 가능한 상황을 말한다.

## 다언어화자
다언어화자는 두 개 이상의 언어를 모국어처럼 사용 가능한 사람이다. 2개 언어가 가능한 사람을 이중언어화자(bilingual), 3개 언어가 가능한 사람을 삼중언어화자(trilingual)라 부른다. 어느 정도까지 언어가 가능한 사람을 다언어화자라 부를 것인가는 애매하며, 간단한 일상회화 정도가 가능한 사람은 보통 다언어화자라 보지 않는다. 영어로는 폴리글롯(polyglot)이라 부른다.
다언어화자는 상황, 화제, 상대방에 따라 언어를 선택적으로 사용할 수 있다. 다언어화자가 언어를 바꾸어 사용하는 현상을 부호전환(code switch)이라 부르며 사회언어학의 주된 화제거리 가운데 하나이다.
다언어화자가 되는 계기로는 개인적인 이유와 사회적인 이유가 있는데 개인적인 이유라면 가족이 이민을 왔다거나 업무상 출장을 가있다거나 하여 되는 경우이고, 사회적인 이유라면 서로 다른 언어집단이 하나의 국가를 이루고 있는 스위스나 벨기에 같은 상황을 들 수 있다. 하지만 하나의 언어에서 표준어와 사투리의 관계, 혹은 강한 언어가 약한 언어를 억압하고 있는 상태는 다중언어 상태라고 부르지 않고 양층언어 상태라고 부른다.

## 같이 보기
- 문화 다양성
- 다중문자사용